# Кеопуолани
Каланикауика'аланео Кај Кеопуолани-АХУ-I-Кекаи-Макуахине-А-Кама Калани-Кау-I-Кеаланео (1778-1823) билa је краљица супруга Краљeвине Хавајских острва и најузвишенија жена краља Камехамеха I.

## Биографија
Кеопуолани је рођен око 1778. године у близини данашње области познатој као Вајлуку (Хаваји), на острву Мауи. У раном детињству била је позната као Каланикауикааланео. Њено име значи „Окупљање небеских облака“. Њен отац је био Кивалао, краљ острва Хаваји. Син краља Каланиупуа са острва Хаваји, који је у заливу упознао капетана Џејмс Кук. Њена мајка је била краљица Кекуиапоива Лилиха, полу-сестра краља Камехамеха I. Њихов отац је био Кеоуакупуапаикалани. Кивалао и Кекуиапоива Лилиха били су полубрат и сестра преко њихове заједничке мајке, високе поглаварице Калола-Пупука-Хонокавахилани са Мауија. Као дете, Кеопуолани је неко време живела у Хани (источни врх Мауија ), а затим се преселила назад у подручје Ваилуку.

## Битка код Кепаниваи
Године 1790, кад је Кепуолани имала 11 година, Камехамеха је напала острво Мауи у бици код Кепаниваја док је њен праујак краљ Кахекили II био одсутан на острву Оаху. Када су снаге Мауија под водством Каланиупуа изгубиле од Камехамехе, Калола је, заједно са своје две ћерке, многе Мауијеве поглавице и Кепулани покушале да побегну у Оаху. Зауставили су се у Молокаију када је болест преузела остарелу Калолу и заробиле је Камехамехине снаге. Калола је понудила унуку као будућу невесту и признање Камехамехе као владара Мауија у замену за мир. И друге Мауијеве поглавице придружиле су се двору династје Камехамехе. Отприлике у то време добила је име Вахинепио (жене у заточеништву), али то име се обично повезује са другом женском поглавицом. Била је позната као Кеопуолани.

## Напредак чин
Кеопуолани је била једно од највиших Али'и свих хавајских острва у своје време, ранг по имену Наха. То је значило да је она производ краљевског брака између полусестре и брата.
Њихова проширена генеалогија показује екстремни случај слома породичног стабла; У пет претходних генерација, 64 могућа места за њихове претке заузимало је само 30 појединаца, углавном захваљујући вишеструким браковима полубратима и сестрама. (У поређењу с тим, Карлос II од Шпаније, у екстремном случају пропасти европског краљевског порекла, има 32 особе на овим положајима, у његовом случају углавном због вишеструких бракова са ујацима и нећакињама.)
Ова линија јој је дала непорецив друштвени и политички утицај, чинећи је пожељним супружником за начелника који ће осигурати да наследници наследе заједничке чинове и права рођења оба родитеља. Удала се за Камехамеха I 1795. године, а њихов брак повезао је династију Камехамеха са владајућом кућом Мауи и старом владајућом кућом Хаваја. Иако је Камехамеха имао његова права на ово острво, Кеопуолани је учврстила свој легитимитет узурпацијом њеног рођака, Кеопуоланијевог оца.
Поседовала је капу мое (ниско поклоњење табу) који је захтевао да обични људи падну ничице на земљу у њеном присуству. Када су изговарачи помињали њено име, слушаоци су из страхопоштовања уклонили одећу од капе изнад струка. Чак и додир њене сенке од стране грађана био је кажњив смрћу. Била је љубазна и никада није спроводила ове казне. Чак је и Камехамеха у њеном присуству морао да уклони мало (покривач). Била је љубазна и умиљата, али њен супруг није. Кеопуолани је била строга у поштовању Капуа, али блага у понашању према онима који су га прекршили, тако да су често бежали у њену заштиту.

## Деца
Изродила је најмање троје Камехамехине деце: принца Лихолихоа 1797. године (касније краљ Камехамеха II), принца Кауикеаоулија 1814. године (касније краљ Камехамеха III) и принцезу Нахиенаена 1815. године. Изродила је можда до једанаест или дванаест деце, али су сва изумрла млада осим поменутих троје.
Због велике разлике у годинама, Камехамеха је своју рођену децу од Кеопуолани називао унуцима. Деца нећака били су колективно унуци међу старијим генерацијама правих бака и дека и њихове браће и сестара.
Само су се његова деца са Кеопуолани сматрана толико светима да је Велики ратник лежао на леђима, дозвољавајући им да седе на његовим грудима у знак њиховог супериорног статуса. Синове су одвели да их други одгајају, али она је прекинула хавајску традицију Ханаи и задржала је кћерку Нахиенаену поред себе.

## Смрт краља Камехамехе
Након смрти Камехамеха I 1819. године, Кеопуоланијев најстарији син Лихолихо ступио је на престо као Камехамеха II. Кеопуолани је углавном била ван политике, али је генерално подржавала омиљену супругу Камехамеха I Каахуману, која је служила као Кухина Нуи (регент) током Лихолихове кратке владавине. Након смрти Камехамехе I, Кеопуолани се венчала са врховним поглаваром Хоапилијем, који је био блиски Камехамехин пријатеље син Камеиамокуа, један од краљевских близанаца. Хоапили је добио част да потајно однесе кануи остатке Камехамехе на тајно место на обали Кона. Ова погребна тајна инспирисала је натпис: „Само звезде небеске знају почивалиште Камехамехе“.

## Аи Ноа и хришћанство
Кеопуолани је одиграла кључну улогу у Аи Ноа, свргавању древне хавајске Капу традиције. Сарађивала је са краљицом Каахуману Кухина Нуи и Хевахева, делећи оброк забрањене хране. У то време мушкарцима је било забрањено да једу са женама према капу традицији. Пошто их богови нису казнили, капу је сломљен.
Разбијање капуа дошло је у важно време за мисионаре који су дошли 1820. године. Била је једна од првих Али'и која је прешла у хришћанство. Обукла се у западњачку одећу и научила да чита и пише. дошло је у инструментално време за мисионаре који су дошли 1820. Била је међу првима од Алиа који су прешли на хришћанство . Усвојила је западњачку одећу и научила да чита и пише.
У марту 1823. Хоапили, сада краљевски гувернер Мауија, затражио је књиге за Кеопуолани да би наставила студије. За локалног капелана користили су пу-а'а-и-ки, такође познатог као „Слепи Бартимеус“, који је био познат као „духовна светлост“. Тада је Кеопуолани јавно изјавила да ће обичај да краљеви узимају више супружника престати да важи у складу са хришћанском праксом. Хоапили је постао њен једини супруг.

## Болест
Кеопуолани се разболела и њено здравствено стање је погоршано у последњој недељи августа 1823. Многе поглавице су се окупиле да одају почаст краљици. За њу су бродови послати на различите делове острва, а један је краљ упутијо за Др. Блачли у Хонолулу. Увече, 8. септембра, гласник је позвао мисијонарске породице кући када је осетио да она умире.
Кеопуолани се разболео и погоршао последње недеље августа 1823. Многи поглавари су се почели окупљати да одају почаст краљици. Пловила су им послата на различите делове острва, а један је краљ послао у Хонолулу по доктора Блатцхлеи-а. Увече 8. септембра, осећајући да умире, гласник је позвао породице мисије у своју кућу.
Пружила им је руку са осмехом и рекла: „Маикаи! - „Добро“ - и додала: „Велика је моја љубав према Богу. „Ујутро се осећала мало боље и разговарала са супругом Хоапилијем.

Премијеру Каланимоку, по његовом доласку, мисионари је цитирају: 
| „ | Јехова је добар Бог. Волим га и волим Исуса Христа. Дала сам му се да будем његова. Кад умрем, не дозволи да се упражњавају било који опаки обичаји ове земље. Не дозволи да моје тело буде узнемирено. Стави га у ковчег. Нека учитељи присуствују и разговарају са људима на мојој сахрани. Пусти ме да будем сахрањена, и нека моје сахрањивање буде на начин Христовог народа. Дубоко мислим на мог деду Каланиопуа, оца Кивалао, супруга Камехамеху и сву моју преминулу родбину. Живели су не да би видели ова добра времена и да би чули за Исуса Христа. Умрли су зависни од лажних богова. Због њих жалим и дубоко сам тужна, јер нису видели ова добра времена." | ” |

## Крштење и смрт
Кеопуолани је желела да прими хришћанско крштење. Мисионари у Лахаини, Чарлс Стјуарт и Вилијам Ричардс, сложили су се да би то било прикладно. Међутим, желели су говорника који је течно говорио хавајски језик како би се импликације јавне церемоније могле јасно разумети.
Тада је стигао енглески мисионар Вилијам Елис, а умирућа жена је препозната као члан цркве. Краљ и све окупљени вође саслушали су Елисово сведочење о разлозима због којих је краљица крштена. и када су видели да је на њу прскана вода у име Бога, рекли су: „Она више не припада нама. Она се предала Исусу Христу. Верујемо да је његова и да ће пребивати с њим". Желела је да њена ћерка Нахиенаена буде одгајана као хришћанка. Кеопуолани је своје име узела од супруге Чарлс Стјуарт Харриет Стјуарт, и њена кћерка ће имати исто име. Сат времена касније, предвече 16. септембар 1823, умрла је.
Следећег дана бродови у луци су пуцали из пушака у знак поздрава, а 18. септембра 1823. године одржана је велика јавна сахрана. Сахрањена је у новој гробници у Хале Камани у Лахаини. 1837. године краљ Камехамеха III преселио је њено тело на свето острво Мокула у Лахајна, Мауи. Касније су њени остаци вероватно покопани са ћерком и многим другим члановима краљевске породице на хришћанском гробљу у цркви Ваиола. По њој су названи парк Кеопуолани у улици Халиа Накоа 700 у граду Вајлуку и спаваоница Кеопуолани у кампусу Капалама у школама Камехамеха назване су по њој.